# Parafia św. Teresy w Drzewianach
Parafia pw. Świętej Teresy w Drzewianach – parafia greckokatolicka w Drzewianach. Parafia należy do eparchii wrocławsko-koszalińskiej i znajduje się na terenie dekanatu słupskiego.

## Historia parafii
Parafia greckokatolicka pw. św. Teresy funkcjonuje od 1986 r., księgi metrykalne są prowadzone od roku 1986.

## Świątynia parafialna
Nabożeństwa odbywają się w kościele rzymskokatolickim św. Teresy.

## Duszpasterstwo
Proboszczowie:
- ks. Władysław Pyrczak (1986-2003),
- ks. Piotr Baran (2003-2005),
- ks. Stefan Prychożdenko od 2005